# Liliana Cárdenas
Norma Liliana Cárdenas Meléndez (8 de agosto de 1998) es una deportista mexicana que compite en judo. Ganó una medalla de bronce en el Campeonato Panamericano de Judo de 2017, en la categoría de –78 kg.

## Palmarés internacional
| Campeonato Panamericano | Campeonato Panamericano   | Campeonato Panamericano | Campeonato Panamericano |
| Año                     | Lugar                     | Medalla                 | Categoría               |
| ----------------------- | ------------------------- | ----------------------- | ----------------------- |
| 2017                    | Ciudad de Panamá (Panamá) | Medalla de bronce       | –78 kg                  |